# Nigerian National Democratic Party
Die Nigerian National Democratic Party (NNDP) (nigerianische nationaldemokratische Partei) war eine nigerianische politische Partei von 1923 bis 1944. Von 1962 bis 1966 existierte eine Partei unter gleichem Namen.

## Motto (alte NNDP)
salus populi suprema lex – Das Wohl des Volkes ist das höchste Gebot.

## Geschichte

### Kolonialzeit
Die Partei wurde am 24. Juni 1923 auf der Grundlage der Clifford Constitution von 1922 gegründet und war die erste politische Partei Nigerias und des westafrikanischen
Commonwealth. Als Zusammenschluss verschiedener Interessengruppen innerhalb des Yorubavolkes sollte sie vor allem in der Westregion Nigerias (der Region innerhalb derer die Yorubabevölkerung dominiert) eine führende Rolle spielen. Aus Angst vor Repressalien weigerte sich der Gründer der Partei, der damals schon prominente Herbert Macaulay, bis in die dreißiger Jahre hinein irgendein offizielles Amt innerhalb der Partei zu bekleiden, doch blieb er zweifellos der Drahtzieher und die treibende Kraft. Zwischen den Legislaturperioden von 1923 bis 1938 dominierte die NNDP in der Westregion und im Kommunalrat von Lagos.
Die NNDP setzte sich für eine autonome Selbstverwaltung von Lagos ein, die Einführung höherer Bildungsmöglichkeiten, Schulpflicht für Kinder und die Afrikanisierung der Beamtenschaft und Verwaltung. Außerdem insistierte die NNDP auf rassische Gleichbehandlung bei der Entfaltung und Förderung privater Unternehmen. Politisch kooperierte sie mit verschiedenen kulturellen Organisationen der Yoruba, sowie Einflussgruppen, wie zum Beispiel der mächtigen Marktfrauenlobby, die in Alimotu Pelewuras Lagos Market Women Association organisiert war. Nachdem die NNDP bei den Wahlen von 1938 erstmals durch das neue Nigerian Youth Movement besiegt wurde, änderte Macaulay die Strategie der Partei und schwenkte nun auf einen explizit antikolonialistischen Kurs ein, war damit aber nicht erfolgreich. Das veranlasste Macaulay im August 1944 dazu, die NNDP in einer neuen überregionalen Partei, dem durch den späteren ersten Staatspräsidenten Nigerias, Nnamdi Azikiwe, gegründeten NCNC aufgehen zu lassen.

### Die neue NNDP
Im Jahre 1962 gründete eine aus der Action Group herausgebrochene Fraktion unter S.I. Akintola eine NNDP, die sich jedoch kaum auf eine direkte Nachfolge von Macaulays alter Partei berufen konnte. Sie trat bei den Nationalwahlen von 1964 zusammen mit Ahmadu Bellos Northern People’s Congress als National Alliance (nationale Allianz) auf und formte eine Regierungskoalition, die bis zum Militärputsch von 1966 Bestand hatte.